# اندی ویلکینسون
اندی ویلکینسون (انگلیسی: Andy Wilkinson؛ زادهٔ ۶ اوت ۱۹۸۴) یک بازیکن فوتبال اهل بریتانیا است. 